# 阿布·塔马姆
哈比卜·本·奥斯·本·哈里斯·塔伊（阿拉伯语：‎，804年—845年？），以阿布·塔马姆（阿拉伯语：‎）之名闻名于世，是阿拉伯帝国阿拔斯王朝时期的叙利亚诗人，原为基督徒，后为逊尼派穆斯林。

## 生平
阿布·塔马姆生于叙利亚首府大马士革附近、太巴列湖东北方的一个叫贾塞姆（阿拉伯语：‎）的村镇，其父是一位非阿拉伯血统的商人，本名塔杜斯（阿拉伯语：‎），信奉基督教，可能是希腊人。
阿布·塔马姆幼年时随父亲迁居大马士革，当过织布工人，后又迁居霍姆斯，并在那里写下了第一首讽刺诗，从此显露出创作诗歌的才能。
阿布·塔马姆17岁时前往埃及首府开罗，可能迫于生计。他在一座清真寺内当杂役，并皈依伊斯兰教逊尼派，改父名“塔杜斯”为“奥斯”，并归属塔伊部落。在当时，清真寺是学者和求学者云集之所，他在工作之余，通过勤奋自学，熟练掌握了阿拉伯文学以及伊斯兰教的经训、教义。
在埃及，阿布·塔马姆首次以诗人的身份出现，但过得并不好，因而回到大马士革，又去了摩苏尔（今属伊拉克）。后来他到亚美尼亚（当时是阿拔斯王朝统治下的阿拉伯帝国的一部分）拜访总督，得到了很好的资助。833年以后他大多在帝国京城巴格达的哈里发宫廷内，马蒙时受聘为御用诗人，得以专心创作，但并不得志。穆阿台绥姆执政时对他倍加尊崇，但他仍然不断到汉志、呼罗珊和阿塞拜疆等各地游历，拜师求学，为后来的诗歌创作积累了大量素材。
在呼罗珊期间，他与塔希尔王朝的统治者阿卜杜拉·本·塔希尔·呼罗珊尼相交甚欢。大约在845年他遇到了布赫图里，后者拜他为师，后来也成为一名大诗人。阿布·塔马姆大约于845年在摩苏尔去世。

## 作品

### 《坚贞诗集》
阿布·塔马姆编选过多部诗集，有两部传世，分别是《坚贞诗集》（‎，或译“激情诗集”）和《辩驳诗集》（或音译为《穆法德勒诗选》）。其中，《坚贞诗集》影响最大，也是诗人最著名的作品，被誉为阿拉伯文学史上最伟大的诗集之一。相传，该诗集是诗人在哈马丹（今属伊朗）的阿布·瓦法·本·阿比·萨拉迈家中编撰完成的。当时他去呼罗珊拜访塔希尔王朝的统治者阿卜杜拉·本·塔希尔·呼罗珊尼，归途中被大雪困在哈马丹，就住在阿布·瓦法家中，而主人家里有一间非常棒的图书馆，诗人得以博览群书，以便编撰诗集。该诗集收录了伊斯兰史前至阿拔斯王朝近四百年间的优秀诗篇882首，分为10大类，各类均有主题。后来他的学生布赫图里也编撰了一部同名的诗集。

### 其他作品
由于阿布·塔马姆编撰的诗集获得巨大成功，他自己做的诗歌如今在某种程度上被忽略了。但在当时，诗人自己的诗也享有很高的声誉。诗人深受希腊哲学影响，形式上沿袭阿拉伯古诗风格，以长律为主，语言纯正，辞藻华丽，且富于哲理。在题材上，其作品多歌颂王公贵族的功德及战争，兼长写景。例如描写伊斯兰圣战的长诗《阿穆里耶战役》，即取材于838年阿拔斯王朝军队攻占拜占庭帝国重镇阿莫里昂（阿拉伯人称“阿穆里耶”，今属土耳其）一役，详细描述了战争的经过，并对穆斯林军队的战功加以颂扬。
阿布·塔马姆的诗是对当时普遍流行的以口述传承为基础、多描述历史事件和人物的阿拉伯诗歌的一种风格上的突破。这些诗在风格、品味和待物上都称得上是杰作，并且反映出阿拔斯时期普遍流行的穆尔太齐赖派哲学的影响。

同为叙利亚诗人的阿多尼斯认为，阿布·塔马姆“开创了一种通过语言创造世界的诗歌，他把诗人与世界的关系比作恋人关系，把作诗比作做爱。”